# Maria Berlinská
Marija Berlinská (ukrajinsky Марія Сергіївна Берлінська; * 1988) je ukrajinská vojenská dobrovolnice a obhájkyně práv žen. Byla účastnicí Revoluce důstojnosti v únoru 2014 a následně se dobrovolně zapojila do války na Donbase jako operátorka leteckého průzkumného dronu. Po návratu z fronty založila Berlinská bezplatnou výcvikovou školu leteckého průzkumu pro další ukrajinské vojenské dobrovolníky.
Od roku 2015 Berlinská navázala spolupráci s dalšími dobrovolnými vojačkami, aby se zasadila o práva žen a jejich začlenění do ukrajinských ozbrojených sil. Koprodukovala Neviditelný prapor, sérii tří reportáží o uznání, opětovném začlenění a šikaně žen v ukrajinské armádě, a ve spolupráci s filmařkami natočila dva filmy o veteránkách, které získaly mezinárodní pozornost. Tato práce má zásluhu na řadě zákonů, které postupně přiznávají ženám v ukrajinských ozbrojených silách rovnoprávnost. Je spoluzakladatelkou nevládní organizace Hnutí veteránek, odbornou poradkyní programu na znovuzačlenění veteránek do společnosti a držitelkou řady ocenění.